# Erythrotriorchis
Az Erythrotriorchis a madarak (Aves) osztályának vágómadár-alakúak (Accipitriformes) rendjébe, ezen belül a vágómadárfélék (Accipitridae) családjába tartozó nem.

## Rendszerezésük
A nemet Richard Bowdler Sharpe angol zoológus írta le 1875-ben, az alábbi 2 faj tartozik ide:
- kucsmás rókahéja (Erythrotriorchis buergersi)
- rókahéja (Erythrotriorchis radiatus)

## Előfordulásuk
Az egyik faj Új-Guinea szigetén, a másik Ausztrália északi és keleti részén honos. Természetes élőhelyeik az erdők és szavannák. Állandó, nem vonuló fajok. 

## Megjelenésük
Testhosszuk 53-61 centiméter körüli.